# Menhir du Moulin Hilaire
Pour les articles homonymes, voir Pierre Longue.
Le menhir du Moulin Hilaire appelé aussi menhir du Bois Gilbert ou Pierre Longue est un menhir situé à Gennes dans le département français de Maine-et-Loire.

## Protection
L'édifice est inscrit au titre des monuments historiques par arrêté du 8 avril 1982.

## Description
C'est une dalle en grès à sabals d'origine locale de forme rectangulaire, haute de 3,25 m et large de 1,50 m pour une épaisseur de 0,70 m à la base. Les grandes faces sont de forme trapézoïdale et de profil, un resserrement dans le quart supérieur donne l'impression de dessiner une forme de tête.
Des silex taillés ont été retrouvés aux alentours.